# Gastrochilus nanchuanensis
Gastrochilus nanchuanensis là một loài thực vật có hoa trong họ Lan. Loài này được Z.H.Tsi mô tả khoa học đầu tiên năm 1996.